# 埃尔坎·巴什

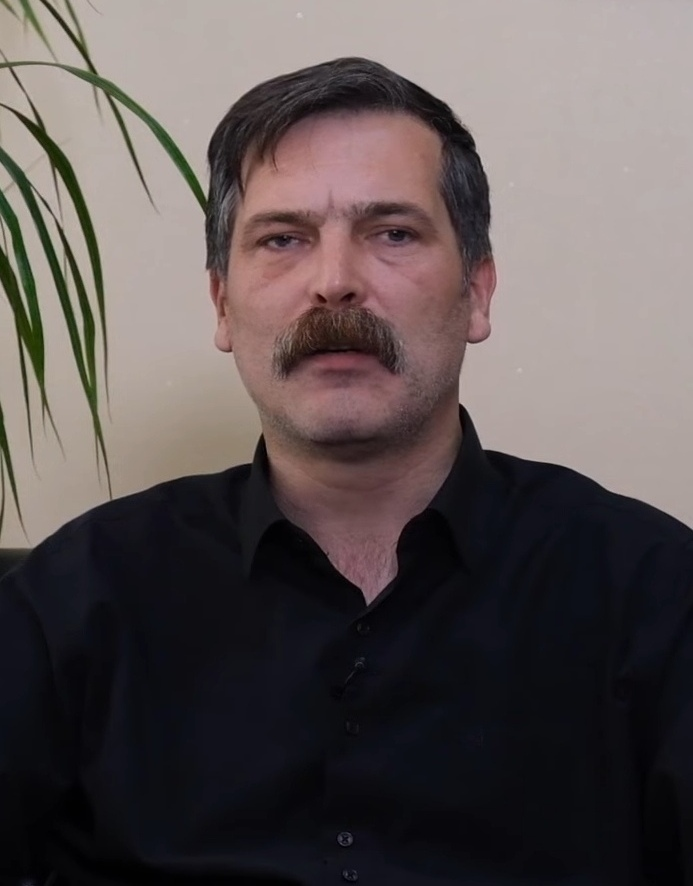
2023年的埃尔坎·巴什

埃尔坎·巴什（土耳其語：Erkan Baş；1979年7月14日—）是一位土耳其社会主义政治家和学者，现任土耳其工人党主席和土耳其大国民议会议员。

## 生平
他出生在西柏林的一个来自桑扎克的波什尼亚克人家庭，他的南斯拉夫姓氏是“尤索维奇”。他在土耳其伊斯坦布尔完成了小学、中学和高中教育，毕业于伊斯坦布尔大学文学院科学史系。他曾在伊斯坦布尔理工大学人文社会科学系担任过一段时间的客座讲师，后因积极支持学校食堂工人维权而被学校免职。年轻时，他加入社会主义力量党（2001年，改名为土耳其共产党）。2009年2月—8月，他任土耳其共产党主席。2014年，土耳其共产党分裂为共产党和土耳其人民共产党，他任后者的主席。2017年1月22日，共产党和土耳其人民共产党重新合并为土耳其共产党；但同年11月7日，土耳其人民共产党的前成员联合其他左翼力量建立土耳其工人党，他任主席。在2018年土耳其大选中，他作为人民民主党候选人当选土耳其大国民议会议员（代表伊斯坦布尔第一选区）。在2023年土耳其大选中，他作为劳动和自由联盟候选人再次当选土耳其大国民议会议员（代表伊斯坦布尔第三选区）。